# 지방도 제906호선
지방도 제906호선(매곡 ~ 쌍림선)은 충청북도 영동군 매곡면과 경상북도 고령군 쌍림면을 잇던 경상북도의 지방도이다.
김천시와 구미시를 연결하는 주요도로 역할을 하며, 김천시 대곡동에서 구미시 공단동에 이르는 구간은 경부고속도로, 경부선 철도와 거의 평행하게 노선이 이루어져 있다. 또한 김천시 대곡동의 김천 나들목, 구미시 신평동의 구미 나들목에서 경부고속도로와 교차하며, 김천시 봉산면에서 대곡동에 이르는 구간은 국도 제4호선과 중첩되고 있다.
2009년 도로현황조서 기준으로 지방도 제514호선과 통합되었으나 충청북도 구간은 2010년이 되어서야 실제 통합이 이루어졌다.

## 연혁
- 2002년 7월 31일 : 김천 ~ 구미간 도로(김천시 덕곡동 ~ 구미시 봉곡동) 15.98km 구간 4차로 확장 개통 및 기존 김천시 덕곡동 ~ 구미시 원평동 19.54km 구간 폐지[3]
- 2003년 2월 14일 : 충청북도 구간 노선 재지정[4]
- 2003년 2월 20일 : 경상북도 구간 노선 폐지 및 재지정[5]
- 2010년 9월 3일 : 지방도 제514호선에 통합[6]

## 주요 경유지
- 영동군 (충청북도)
  - 매곡면

- 김천시
  - 대항면 - 대곡동 - 평화동 - 성남동 - 모암동 - 지좌동 - 덕곡동 - 농소면 - 남면 - 아포읍

- 구미시
  - 부곡동 - 선주원남동 - 원평동 - 송정동 - 신평동 - 광평동 - 공단동 - 임수동 - 진미동 - 진평동 - 구평동 - 신동

- 칠곡군
  - 가산면

- 군위군
  - 효령면

- 고령군
  - 쌍림면